# La Garde-Adhémar
La Garde-Adhémar – miejscowość i gmina we Francji, w regionie Owernia-Rodan-Alpy, w departamencie Drôme.
Według danych na rok 1990 gminę zamieszkiwało 1108 osób, a gęstość zaludnienia wynosiła 40 osób/km² (wśród 2880 gmin regionu Rodan-Alpy La Garde-Adhémar plasuje się na 723. miejscu pod względem liczby ludności, natomiast pod względem powierzchni na miejscu 270.).

## Galeria

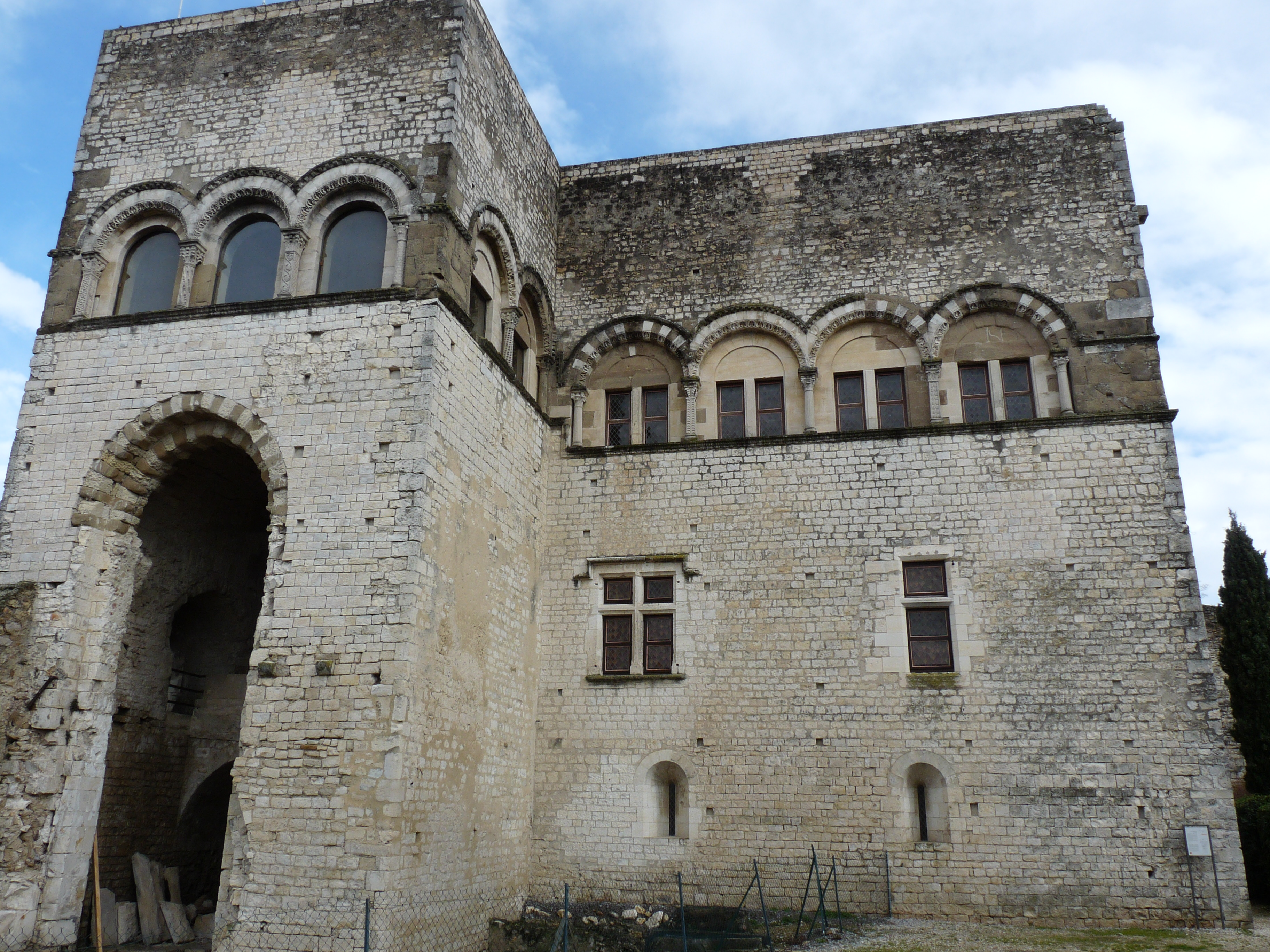
Zamek Adhémar, 2010
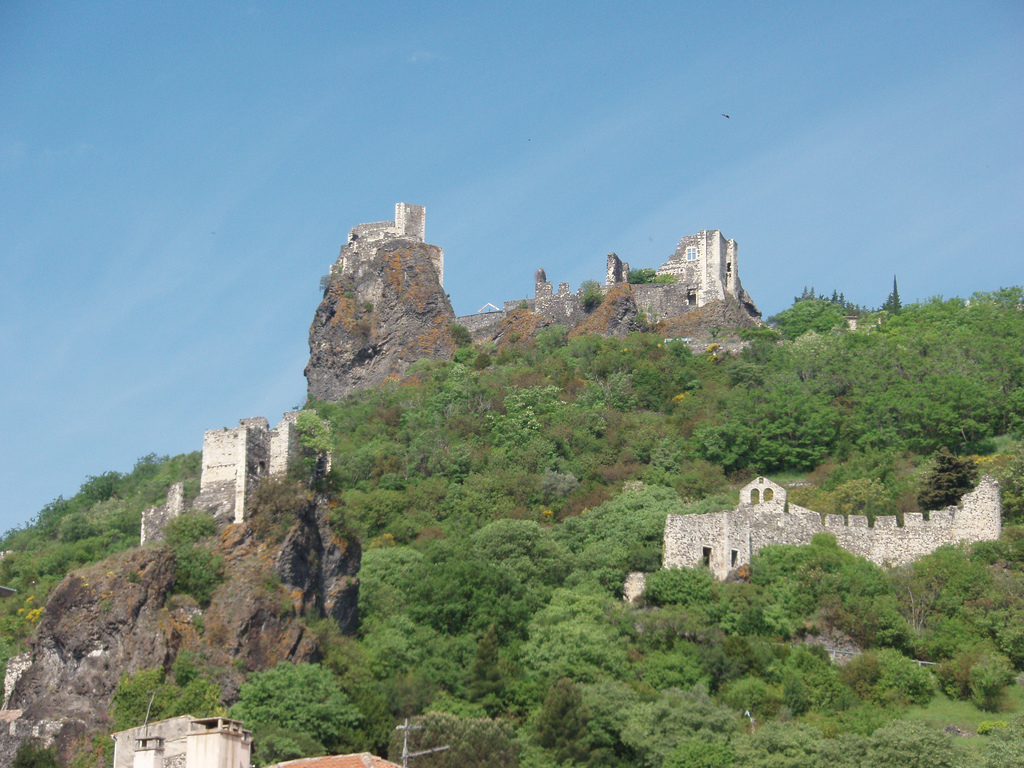
Zamek Rochemaure, 2011
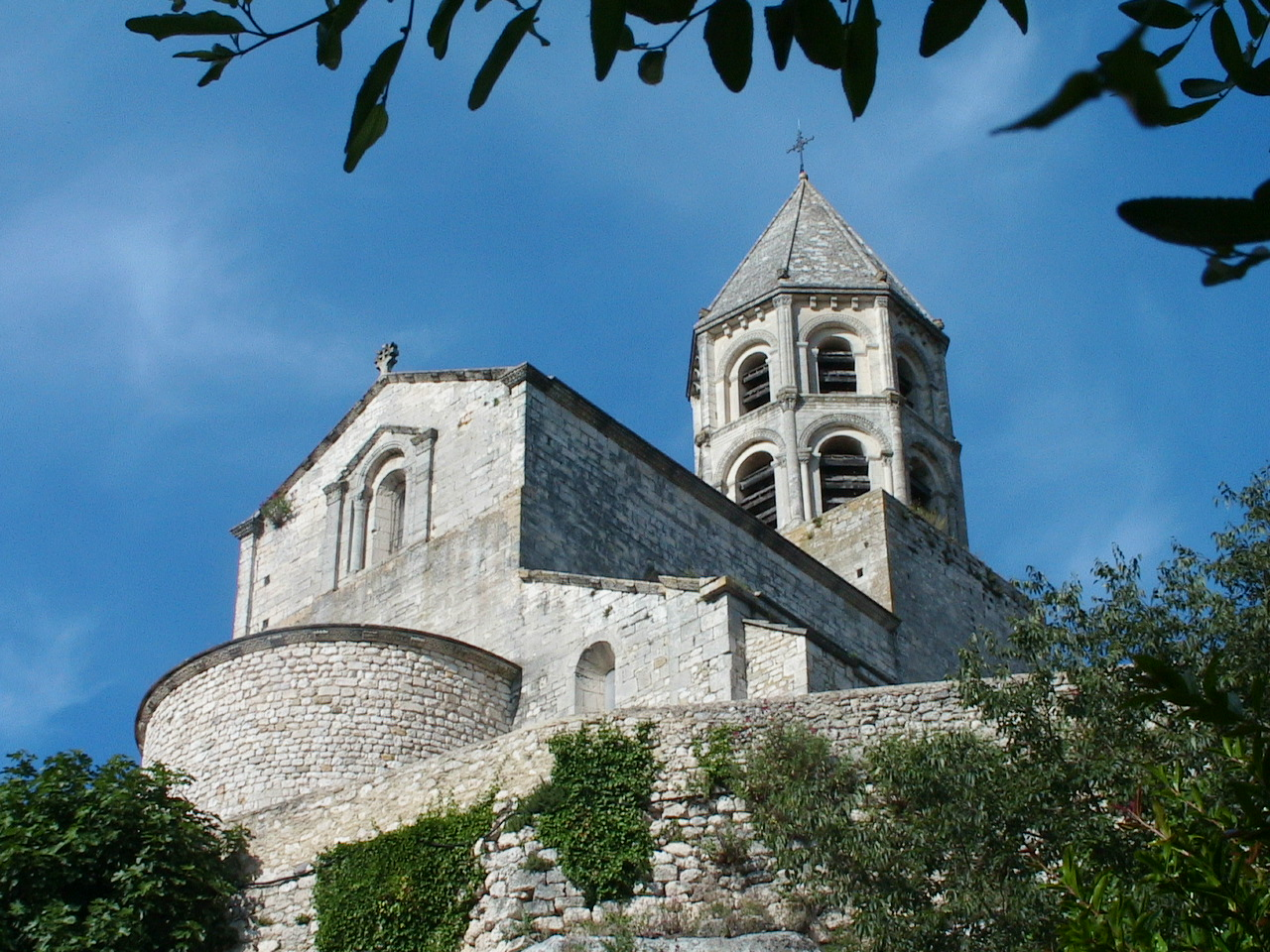
Kościół św. Michała, 2007